# Kostel Narození Panny Marie (Domažlice)
Kostel Narození Panny Marie v Domažlicích je farní kostel domažlické farnosti. Založen byl ve druhé polovině třináctého století a dochovaná podoba je výsledkem pozdně barokních a mladších úprav. Kostel je chráněn jako kulturní památka.

## Historie

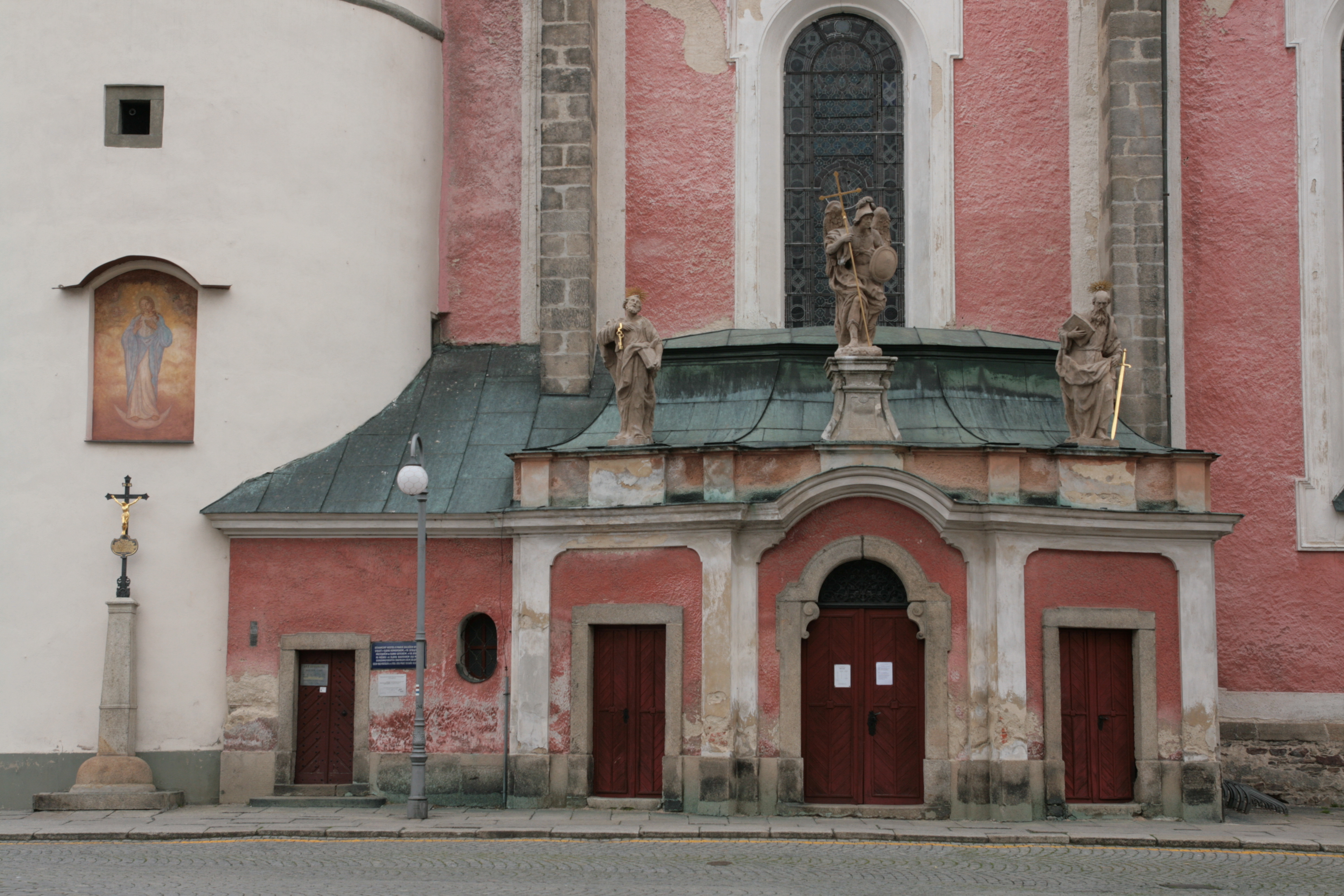
Předsíň

Podle Jiřího Kuthana byl kostel založen okolo roku 1270, popř. v sedmdesátých letech třináctého století. V raně gotické fázi měl podobu obdélné dvoulodní síně, v níž loď a kněžiště prostorově splynuly. V patnáctém století proběhla přestavba, při níž byla postavena klenba a dispozice změněna na trojlodí. Podle Vladislava Razíma byl kostel trojlodní už v raně gotické fázi a na straně kněžiště měl jednu či dvě hranolové věže, částečně dochované v kostelním zdivu.
Autorem barokních úprav realizovaných v letech 1751–1756 byl Jiří Záhořík, který své plány údajně konzultoval s Kiliánem Ignácem Dientzenhoferem. Novobarokní fasády z let 1902–1903 navrhl architekt Václav Kaura.

## Architektura

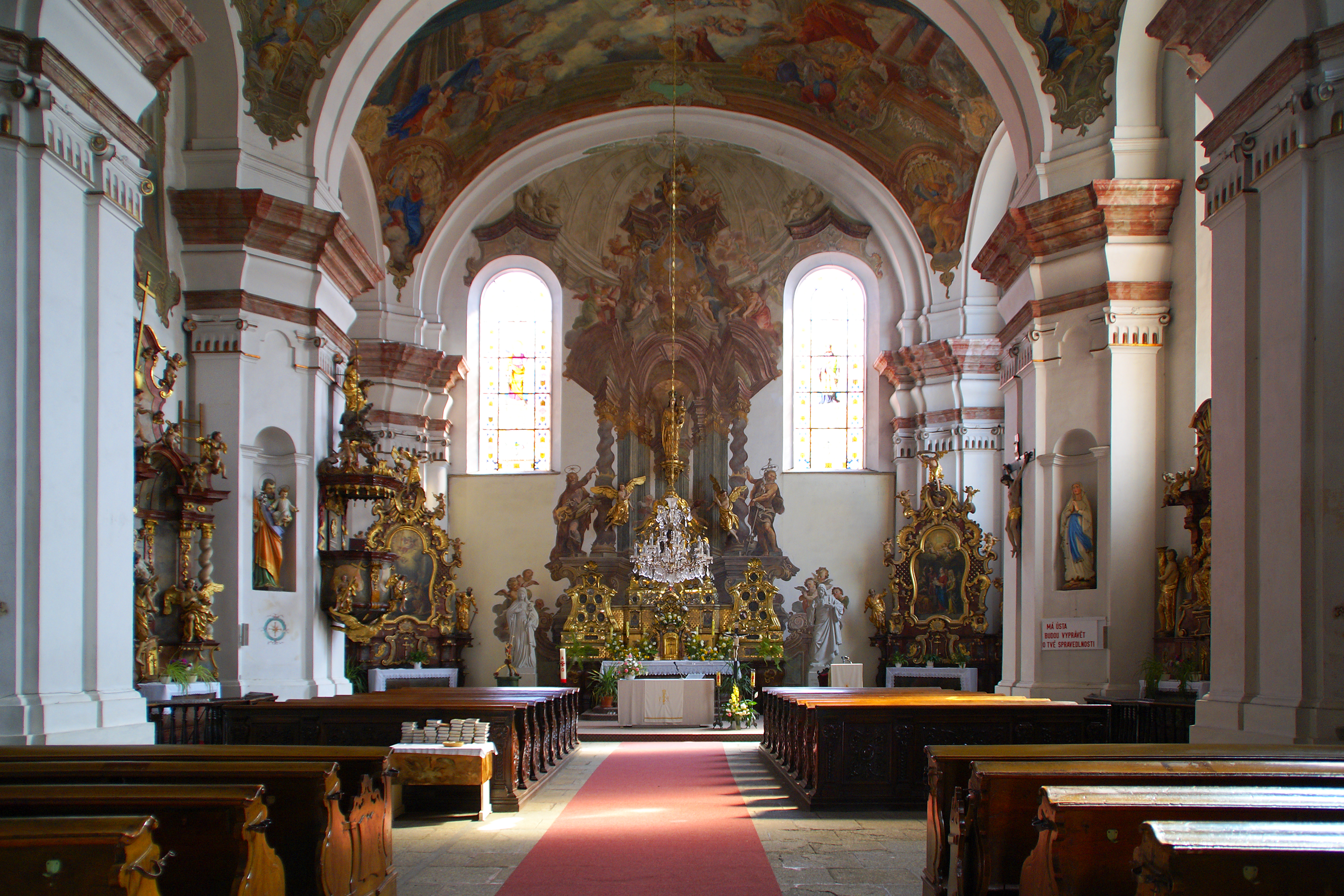
Interiér

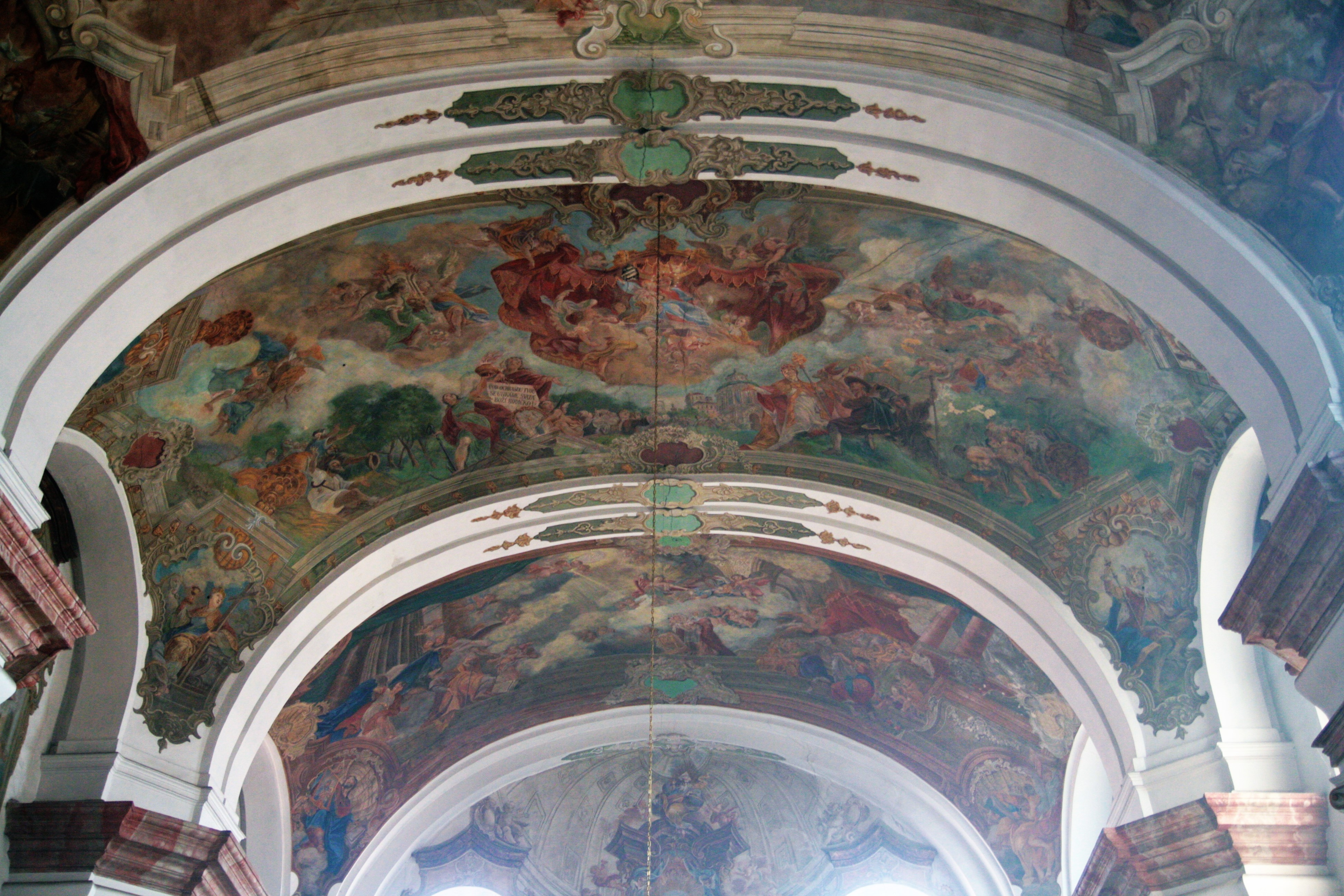
Klenba lodi

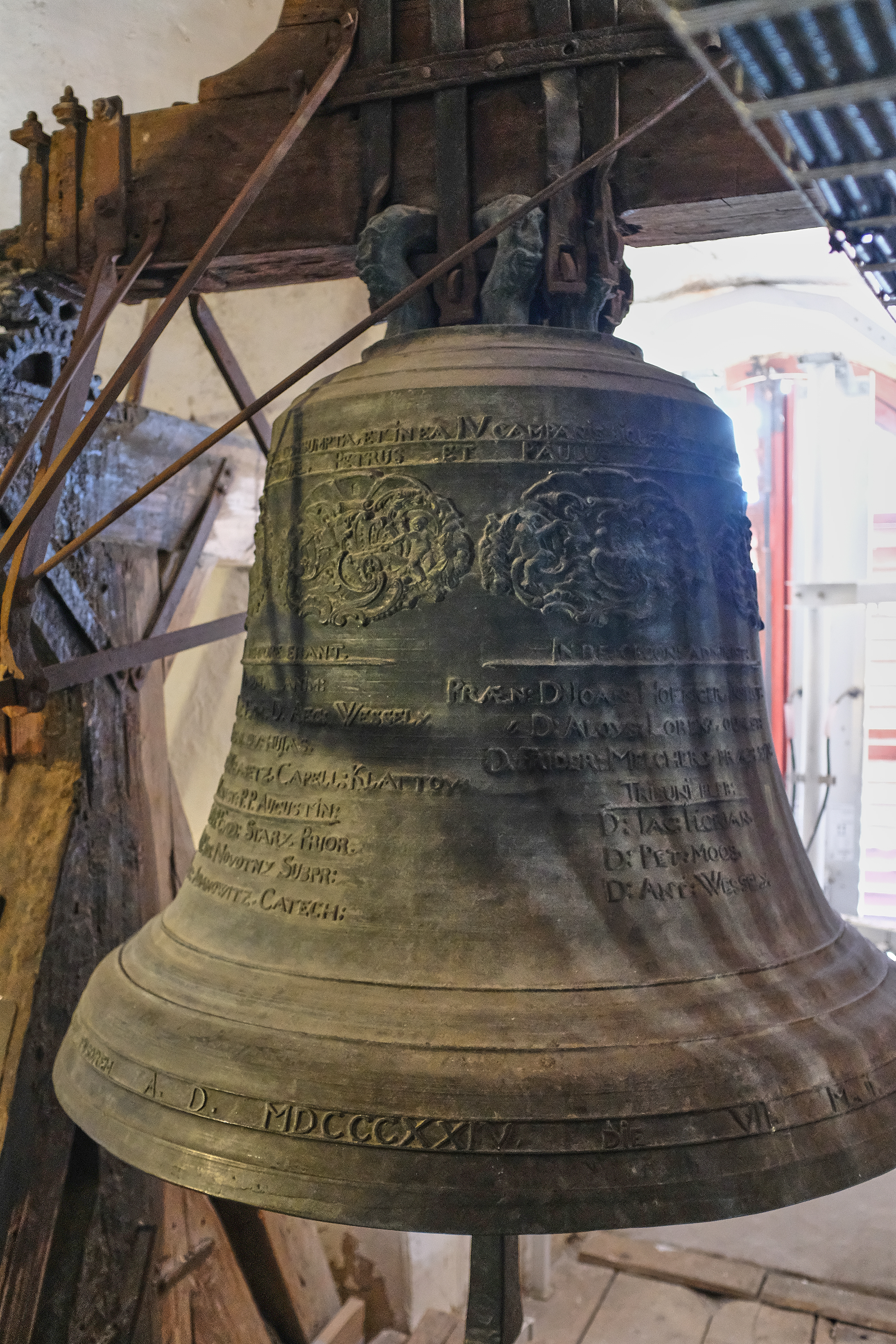
Zvon ve věži

Emanuel Poche kostel charakterizoval jako jednolodní, bez vyznačeného oltářního prostoru, a s boční chodbou klenutou čtyřmi poli křížové žebrové klenby. V jednom z polí se nachází kaple svaté Barbory a k severní straně je přiložena kaple Panny Marie zaklenutá plackovou klenbou. K jižní straně kostela přiléhá trojboce uzavřená barokní předsíň s trojicí vchodů. Zakončuje ji atika se sochami archanděla Michaela, svatého Petra a svatého Pavla z roku 1746 od sochaře Františka Ringelhahna. Stěny lodi prolamovala původně hrotitá okna, v baroku snížená záklenkem a zdůrazněna supraportou.
Z raně gotické fáze se dochovaly dva portály. Jednodušší portál na západní straně je zazděný. Druhý portál propojuje předsíň s chrámovou lodí. Jeho ostění je členěné dvojicí pravoúhlých ústupků se vsazenými štíhlými sloupky, které přechází i do profilace záklenku. V nábězích záklenku jsou umístěny štíhlé hlavice zdobené stylizovanými plastickými listy.
Loď je zaklenutá třemi poli plackové klenby, oddělenými zdvojenými pásy. Klenbu zdobí malby výjevů ze života Panny Marie. V západní části se nachází kruchta, podklenutá valenou klenbou, s freskou svaté Cecilie od Františka Julia Luxe. Stejný malíř je autorem iluzivní malované architektury hlavního oltáře a nástěnné malby v kapli svaté Barbory. Součástí oltáře je také socha Madony od mnichovského sochaře F. N. Rietzlera z roku 1876. Retabulum, původně umístěné v kapli svaté Barbory, zhotovil roku 1744 pražský stříbrník A. Karer.
V prostoru hlavního oltáře se nachází dva protějškové boční oltáře ze druhé třetiny osmnáctého století. Zdobí je mřížkové a rokajové ornamenty a sochy svatého Petra a Pavla, svatého Kryštofa a svatého Jakuba. Po pravé straně lodi je umístěn konkávně prohnutý oltář svaté Anny se sochou patronky od Františka Ringelhahna. Jeho protějškem je oltář Piety ze třetí čtvrtiny osmnáctého století.
V kapli svaté Barbory je umístěn gotizující oltář se sochou svatého Václava z devatenáctého století a v kapli Panny Marie Růžencové se nachází raně barokní portálový oltář ze druhé poloviny sedmnáctého století a dřevěná křtitelnice z poloviny osmnáctého století. K dalšímu vybavení kostela patří rokoková kazatelna se sochou Krista Dobrého pastýře od Františka Ringelhahna, varhany ze druhé poloviny osmnáctého století nebo pontifikální křeslo s baldachýnem.
V jihozápadním nároží kostela stojí okrouhlá věž s průměrem 8,2 metru. Její stáří je nejasné: může pocházet z období od třináctého do patnáctého století. Byla stavěna postupně a dochované výšky dosáhla roku 1545. Původně byla od kostela oddělena úzkou uličkou.